# 华马钱
台湾马钱（学名：Strychnos cathayensis），又名华马钱，为马钱科马钱属下的一个种。

## 扩展阅读
- 維基物種上的相關：台湾马钱